# Пресняков, Алексей Ефимович
Алексей Ефимович Пресняков (род. 26 июня 1939, Ленинград) — советский футболист, защитник.

## Биография
Алексей Пресняков родился 26 июня 1939 года в Ленинграде (сейчас Санкт-Петербург).
Занимался футболом в юношеской команде Петродворцового района Ленинграда.
Играл на позиции защитника. В 1961 году входил в заявку московского ЦСКА в чемпионате СССР, но ни разу не выходил на поле.
В 1962—1964 годах выступал за серпуховскую «Звезду». В первом сезоне во второй группе класса «А» забил 2 мяча, следующие два провёл с командой в классе «Б».
В 1965 году перешёл в московский «Локомотив». В составе железнодорожников в сезоне-65 провёл 18 матчей в первой группе класса «А», в сезоне-66 — 8 матчей. Мячей не забивал.
В 1967—1968 годах защищал цвета калужского «Локомотива», выступавшего во второй группе класса «А». В первом сезоне провёл 15 матчей, забил 1 гол, во втором на счету Преснякова 35 игр и 1 мяч.